# Razak Boukari
Abdulrazak «Razak» Boukari (Lomé, Togo, 25 de abril de 1987) es un futbolista togolés, se desempeña como extremo derecho y actualmente juega en el L. B. Châteauroux de la Ligue 2 de Francia.

## Clubes
| Club                    | País       | Año           | Partidos | Goles |
| ----------------------- | ---------- | ------------- | -------- | ----- |
| L. B. Châteauroux       | Francia    | 2004-2006     | 48       | 7     |
| R. C. Lens              | Francia    | 2006-2010     | 119      | 11    |
| Stade Rennes            | Francia    | 2010-2012     | 37       | 7     |
| Wolverhampton Wanderers | Inglaterra | 2012-2016     | 4        | 0     |
| F. C. Sochaux (cedido)  | Francia    | 2012-2014     | 10       | 0     |
| L. B. Châteauroux       | Francia    | 2016-Presente | 63       | 9     |